# فیلیپ کلمب
فیلیپ کلمب (فرانسوی: Philippe Colombe‎ - درگذشتهٔ مارس ۱۷۲۲) فرماندهِ فرانسوی توپخانهٔ صفوی بود.

## زندگی‌نامه
کلمب بومی پاریس بود.  او در ارتش روسیه تزاری خدمت کرده بود، اما بعداً آن‌جا را به مقصد ایران صفوی ترک کرد.  وی در دوران پادشاهی سلطان حسین (سلطنت از ۱۶۹۴ تا ۱۷۲۲) به خدمت درآمد، کلمب به ریاست توپخانه امپراتوری گمارده شد.  در طول مبارزات تأثیرگذار در برابر سپاهیان افغان در ماه مارس سال ۱۷۲۲، در نبرد گلون‌آباد، کلمب فرماندهِ توپخانه‌ها بود (اگرچه تحت نام احمد خان، توپچی-باشی)، که ۲۴ توپ داشت.  در طول نبرد، کلمب و سپاه او بدون پشتیبانی و حفاظت ماندند، که منجر به حملهٔ افغان‌ها به آن‌ها و کشته‌شدنشان شد.